# Mauritiella
Mauritiella es un género con tres especies de plantas con flores perteneciente a la familia de las palmeras (Arecaceae). Es originario de América del Sur donde se le conoce con el nombre común buriti (buriticillo y palma marfil en Bolivia). Está estrechamente relacionado con el género Mauritia.

## Distribución y hábitat
Se encuentran en América del Sur en las montañas de la mitad norte, junto a los ríos y cursos de agua, en la selva y en los claros abiertos o sabanas despejadas. M. aculeata crece a orillas del Orinoco y sus afluentes, en Venezuela, Colombia y Brasil, M. marcolada habita en las laderas occidentales de los Andes en Colombia y Ecuador a una altitud de 900 m s. n. m., con M. armata siendo la más extendida, se encuentra en toda la Amazonía y en las tierras altas adyacentes, junto a arroyos y ríos. Normalmente también prospera en zonas montañosas de Guyana en alturas de 1400 m s. n. m. En su hábitat, las hojas se utilizan en la construcción de techos y la fruta es comestible.

## Descripción
Es una palmera que alcanza los 7,5 a 18 m de altura, los troncos están agrupados y armados con pequeñas espinas, por lo general con raíces fúlcreas en la base. A. aculeata tiende a ser más pequeña, con diámetros de tronco de 10 cm, M. armata y M. macroclada tienen troncos que pueden llegar a 25 – 30 cm de diámetro. Cada hoja madura tiene 1 m de longitud, pinnada naciendo de un largo pecíolo, y dividida en numerosos segmentos profundos; las hojas juveniles son aplanadas y mucho menos divididas. Son de color verde profundo brillante y glauco el envés.
La inflorescencia es usualmente solitaria, interfoliar, con las flores masculinas y femeninas por separado. La frutas tiene generalmente una semilla cubierta con escamas gruesas de color rojo a marrón, con mesocarpio carnoso. La semilla es esférica o alargada.

## Taxonomía
El género fue descrito por Max Burret y publicado en Notizblatt des Botanischen Gartens und Museums zu Berlin-Dahlem 12: 609. 1935.
Etimología
Mauritiella: nombre genérico que fue nombrado por su estrecha relación con el género Mauritia.

## Especies
Existen tres especies dentro del género Mauritiella:
- Mauritiella aculeata
- Mauritiella armata
- Mauritiella macroclada